# Drosophila gubleri
Drosophila gubleri är en tvåvingeart som beskrevs av Elmo Hardy 1967. Drosophila gubleri ingår i släktet Drosophila och familjen daggflugor.
Artens utbredningsområde är Hawaii.